# Mohd Nor Umardi Rosdi
Mohd Nor Umardi Rosdi (11 d'agost de 1986) és un ciclista malaisi professional des del 2007 i actualment a l'equip Terengganu Cycling Team.

## Palmarès
- 2012
  - Vencedor d'una etapa al Tour de Brunei
- 2013
  - 1r al CFI International-Delhi
- 2016
  - Campió de Malàisia en contrarellotge